# Aldfrith
Aldfrith, (mort el 14 de desembre de 704 o 705) de vegades anomenat Aldfrid, Aldfridus (llatí), o Flann Fína Mac Ossu (irlandès clàssic) va ser rei de Northúmbria des del 685 fins a la seva mort. És descrit per escriptors com Beda, Alcuí i Stephen de Ripon com un home de gran saviesa. La seva ànsia de coneixement el va portar a comprar llibres i els que el volien plaure li regalaven. Es conserven algunes de les obres que va adquirir i cartes adreçades a ell. El seu regnat va ser relativament pacífic, entelat solament per les disputes amb el bisbe Wilfrid, figura important en l'església de Northúmbria.
Aldfrith era fill d'Oswiu i d'una princesa irlandesa anomenada Fín. La data del seu naixement és desconeguda. Oswiu va morir el 670 i li va succeir el seu fill Egfrid. Com a fill menor, Aldfrith va ser educat per seguir la carrera eclesiàstica. Tanmateix, quan Egfrid va morir en la batalla de Nechtansmere el 685, Aldfrith va ser reclamat novament a Northúmbria, i proclamat rei.
Beda remarca que en el seu regnat «va restaurar hàbilment la destrossada fortuna del regne i, encara que de forma més petita, les fronteres». En el seu regnat es van crear obres d'art com els Evangelis de Lindisfarne i el Codex Amiatinus, i s'acostuma a veure com el començament de l'edat d'or de Northumbria.

## Antecedents
L'any 600, la major part del que ara es coneix com a Anglaterra havia estat conquerida per invasors del continent: angles, saxons, i juts. Bernícia i Deira, els dos regnes anglosaxons establerts al nord d'Anglaterra, es van unir primer vers l'any 605 quan Etelfred, rei de Bernícia, va estendre el seu poder sobre el Regne de Deira. Durant el segle vii els dos regnes van tenir de vegades un únic rei i de vegades van estar separats. El regne combinat va passar a conèixer-se pel nom de regne de Northúmbria, que abastava des del riu Humber pel sud fins al fiord de Forth pel nord.

Pobles de l'Irlanda d'Aldfrith.

El 616, Edwin de Northúmbria, originari de Deira, va succeir a Etelfred. Edwin va desterrar els fills d'Etelfred: Osvald i Oswiu de Northúmbria. Els dos van passar el seu exili a Dalriada, regne que abastava parts del nord-est d'Irlanda i sud-oest d'Escòcia. Oswiu era un nen quan va arribar a Dalriada, i va créixer en un ambient irlandès Va aprendre a parlar de forma fluida l'idioma irlandès, i potser es va casar amb una princesa de la dinastia Uí Néill. Aldfrith va néixer d'aquesta unió, però la data del seu naixement és desconeguda.
Els dos germans van retornar a Northúmbria després de la mort d'Edwin el 633, i entre els dos van regnar durant més de la meitat del segle VII. El monjo i cronista del segle viii Beda els atribueix haver mantingut un imperi o senyoriu sobre els altres regnes anglosaxons. Quan Oswiu va morir el 670, li va succeir en el tron el seu fill Egfrid, que no va ser capaç de recuperar la posició d'Oswiu a Mèrcia i els regnes del sud, i va ser derrotat per Æthelred de Mèrcia, germà del rei Wulfhere, en una batalla al riu Trent el 679.
Egfrid va enviar una armada a les ordres del seu general Bert a Irlanda el 684 on va assolar Brega, destruint esglésies i prenent presoners. Es creu que la incursió pretenia evitar el suport davant d'una possible reclamació al tron que pogués fer Aldfrith, encara que és possible que restessin subjacents d'altres motius. Cap dels dos matrimonis d'Egfrid —el primer amb la santa Eteldreda d'Ely, el segon amb Eormenburh— van concebre fills. Per tant, la successió a Northúmbria no va estar clara durant alguns anys després de la mort d'Egfrid, la seva mort amenaçava amb trencar la unió de l'herència d'Æthelred de Mèrcia a Northumbria, però Aldfrith es va convertir en rei dels regnes de Bernícia i Deira, mantenint-los units.
Encara que han d'haver existit rivals que van reclamar el tron, no hi ha constància de resistència a l'ascensió d'Aldfrith. També s'ha suggerit que el seu ascens es va aconseguir gràcies al suport del regne gaèlic Dál Riata i dels pictes, els quals haurien preferit un rei amb la maduresa i saviesa d'Aldfrith abans que un monarca més guerrer, com havien estat Oswiu o Egfrid. L'historiador Herman Moisl, per exemple, va escriure que «Aldfrith era a Iona un any abans de la batalla de Nechtansmere; immediatament després, ell va ser rei de Northúmbria. És prou obvi que ell va haver-se d'instal·lar en el tron per una aliança entre pictes i dalrianesos».

## Relacions amb l'Església
L'estament eclesiàstic tenia, juntament amb la família reial i la noblesa, un estatus de poder a Northúmbria. Els eclesiàstics no eren tan sols autoritats espirituals, també eren terratinents i controlaven el comerç que es realitzava en les places al voltant de les esglésies i dels monestirs. En la seu del bisbat de Lindisfarne va estar primer el bisbe Cuthbert, després el bisbe Eadberht i el bisbe Eadfrith, creador dels Evangelis de Lindisfarne. El bisbat de Lindisfarne de vegades va incloure el bisbat de Hexham, però durant el regnat d'Aldfrith aquesta seu la va portar John de Beverley, un deixeble de Teodor, l'arquebisbe de Canterbury. El bisbat de York va estar a càrrec de Bosa l'any 685, després va passar a Wilfrid (687), i va tornar a Bosa l'any 691. La seu d'Abercorn, creada el 681 pel bisbe Trumwine, va deixar d'existir en el període posterior a la mort d'Egfrid i en substitució d'aquesta es va fundar el bisbat de Galoway, però el primer bisbe d'aquesta seu no va ser nomenat fins al regnat de Ceolwulf. Van existir importants monestirs a Whitby, on ingressaven com a abadesses dones de la família reial de Deira; també van haver monestirs a Monkwearmouth-Jarrow, on estava Beda, i a Ripon.
Sembla que Aldfrith va tenir el suport dels líders eclesiàstics, sobretot el del seu germanastre Ælfflæd i el del bisbe Cuthbert. Se sap que va rebre el sagrament de la confirmació de mans d'Aldhelm, bisbe de Sherborne. Aldhelm era un bisbe que havia estat educat, com el rei, a Irlanda i després a Malmesbury. Es conserva la correspondència que van tenir entre ambdós. Aldhelm va enviar a Aldfrith el seu tractat de numerologia sobre el nombre set, titulat Epistola ad Acircium. Aldfrith era propietari d'un manuscrit sobre cosmografia que, segons Beda, va comprar a l'abat Ceolfrith de Monkwearmouth-Jarrow a canvi d'unes terres valorades en vuit hides. Aldfrith va ser gran amic d'Adomnán, abat d'Iona des de l'any 679, i potser van ser companys d'estudis. En la dècada del 680 Aldfrith es va trobar dues vegades amb Adomnán, el qual va anar a negociar l'alliberament dels captius irlandesos que l'exèrcit de Northúmbria va prendre en l'expedició a Berht de l'any 684. Després que foren alliberats, Adomnán es va presentar amb una còpia del seu tractar De Locis Sanctis («Sobre els llocs sagrats»), una descripció dels llocs sagrats de pelegrinatge en Terra Santa més Alexandria i Constantinoble. Beda diu que Aldfrith va passar aquest llibre a altres que estaven interessats en llegir-lo.
Beda diu que Aldfrith es distingia pel seu interès per aprendre, a diferència de la majoria de reis anglosaxons que eren bàsicament guerrers. La bibliografia irlandesa del seu temps el qualifica de sapiens, un terme llatí que s'emprava per descriure un estudiós que no pertanyia a cap escola eclesiàstica; també implica un grau de saviesa que ha fet que l'historiador Hunter Blair compari Aldfrith amb l'ideal platònic de rei filòsof. Beda deixa clar que en temps d'Aldfrith l'Església estava menys subjecta al control laic dels monestirs.
Les relacions entre Aldfrith i el clergat no van ser, però, sempre fàcils. El rei va heretar d'Egfrid una problemàtica relació amb Wilfrid, la principal figura religiosa del moment. Wilfrid, que era bisbe de York, va estar en l'exili per ordre d'Egfrid, a causa de la seva implicació en el fet que Æthelthryth,l'esposa d'Egfrid renunciés a tenir fills. El 686, a petició del bisbe Teodor, Aldfrith va permetre que Wilfrid tornés. Les relacions entre Aldfrith i Wilfrid van ser complicades, en part per la inclinació d'Aldfrith cap al culte celta, que era el que li havien ensenyat de nen. Un altre motiu de discrepància va ser l'oposició de Wilfrid a la proposta de Teodor (any 677), que tenia el suport del rei, de subdividir el bisbat. Aldfrith va permetre que Wilfrid tornés de l'exili però no que recuperés l'autoritat que abans tenia sobre tot el territori del nord. Finalment les diferències es van fer insostenibles i, entre el 691 i el 692, el rei el va enviar a l'exili.
Wilfrid va anar a Mèrcia, on va ser acollit pel rei Æthelred de Mèrcia. El 702 o el 703, Aldfrith va convocar un concili a Austerfield, a l'extrem sud de Northumbria, al qua va assistir Berhtwald, arquebisbe de Canterbury i molts altres bisbes. Es va debatre la qüestió del retorn de Wilfrid a Northúmbria i els bisbes van rebutjar la proposta. Segons Stephen de Ripon, el rei Aldfrith va oferir pressionar Wilfrid amb l'exèrcit perquè tornés però els bisbes li van recordar que havia promès no fer-li mal. Els bisbes van decidir excomunicar Wilfrid i ell va reaccionar marxant a Roma, on va apel·lar al papa Joan VI. El papa li va donar una carta adreçada al rei perquè el restaurés en el seu càrrec,però Aldfrith es va negar a rebre'l.

## L'edat d'or de Northúmbria

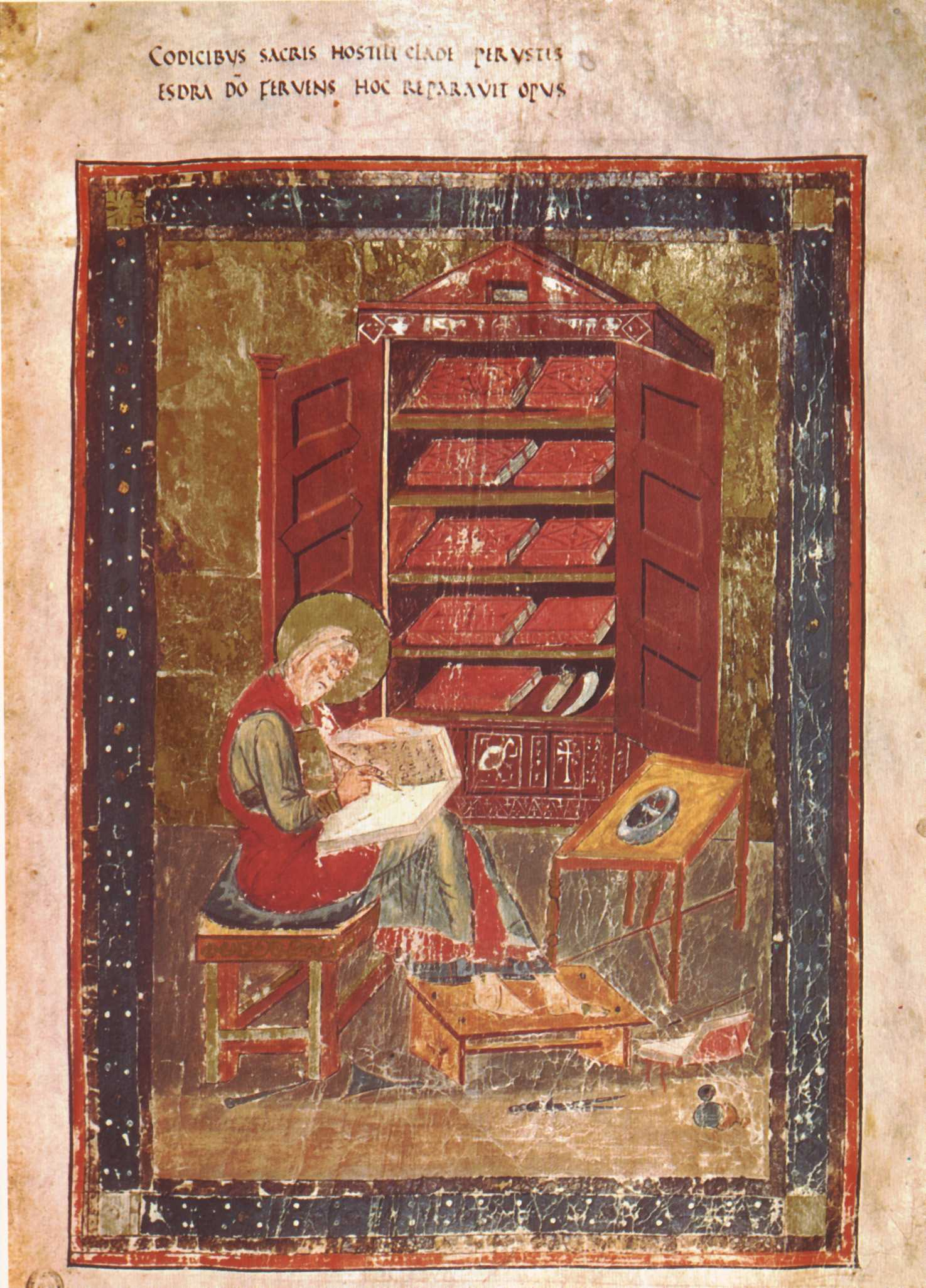
Esdres en una il·lustració del Codex Amiatinus.

El regnat d'Aldfrith és considerat l'inici de l'edat d'or de Northumbria, que va durar fins a l'acabament del segle viii. Aquest període va veure l'esplendor de l'art de decoració de llibres a les illes Britàniques i l'exemple més destacat són els Evangelis de Lindisfarne. L'altre aspecte destacat va ser la literatura històrica, amb Beda. En tercer lloc, va ser l'inici de les missions anglosaxones que van anar a evangelitzar pel continent europeu.
Es creu que els Evangelis de Lindisfarne van ser obra del bisbe Eadfrith. També va despuntar a Lindisfarne un escriba i artista anomenat el cal·lígraf Durham-Echternach, que va treballar en dos manuscrits il·luminats: els Evangelis de Durham i els Evangelis d'Echternach. Al monestir de Monkwearmouth-Jarrow es va fer el Codex Amiatinus, probablement sota les ordres de l'abat Ceolfrid, en la dècada de la mort d'Aldfrith.
D'questa època s'han trobat dos objectes de joieria. la joia de Ripon, descoberta dins el recinte de la catedral de Ripon l'any 1977, és difícil de datar però per la seva magnificència podria tenir relació amb el bisbe Wilfrid, del qual dien els textos antics que va fer molt per guarnir la catedral. La creu del pectoral amb què el bisbe Cuthbert va ser enterrat durant el regnat d'Aldfrith, potser en el moment de la seva mort l'any 687 o quan va ser traslladat a la catedral de Durham el 698, és una altra joia de l'art northumbri. Hi ha poques restes d'edificis o de monuments fets en aquest període. La creu de Bewcastle, la creu de Ruthwell i la creu d'Hexham, fetes amb pedra treballada amb relleus, pertanyen a una o dues generacions després d'Aldfrith. L'església d'Escomb és l'exemple millor conservat de l'arquitectura northúmbria d'aquest període.
Es creu que l'encunyació de moneda a Northúmbria va començar durant el regnat d'Aldfrith. Les primeres monedes eren de plata, anomenades sceattas, que van substituir la moneda d'or anomenada thrymsa en l'ús freqüent. De manera excepcional, algunes monedes porten el seu nom inscrit emprant l'escriptura uncial i la majoria porten el nom de l'encunyador. Mostes porten el dibuix d'un lleó amb la cua aixecada.

## Suposat escriptor de salms
Hi ha uns salms escrits en irlandès, que són atribuïts a Flann Fína mac Ossu i que podrien ser de l'època de la seva joventut. L'inconvenient per validar aquesta suposició és que aquests texts no estan escrits en l'irlandès de l'època d'Aldfrith sinó en una variant medieval posterior, pròpia del segle x.

## Mort i successió
La Crònica anglosaxona diu que Aldfrith es va separar de la seva dona, Cuthburh, que era germana del rei Ine de Wessex, i ella va ingressar en l'abadia de Wimborne on va ser l'abadessa. Aldfrith va tenir almenys dos fills, però es desconeix si eren fills de Cuthburh. Osred, nascut vers el 696 o el 697, va ocupar el tron després d'una guerra civil que va esclatar a la seva mort. Un altre fill es deia Offa, del qual poc se sap, però que s'especula si era un monjo de Lindisfarne i el van assassinar el 750 sota les ordres del rei Eadberht de Northúmbria. Osric, que també va ser rei, potser era un fill d'Aldfrith o potser fill del seu germanastre Alhfrith de Deira. Al segle xiii es va descobrir una tomba que podria ser de santa Osana, una filla d'Aldfrith, però els historiadors moderns no tenen clar que això sigui cert.
Es diu que Aldfrith va estar malalt durant un temps abans de la seva mort i que va morir el 14 de desembre del 704 o del 705. La Crònica anglosaxona afegeix que va ser a Driffield. La successió va ser disputada per Eadwulf, que va tenir el suport inicial del bisbe Wilfrid, l'altra facció era la d'Osred, fill d'Aldfrith i un noble anomenat Berht.